# 同德围

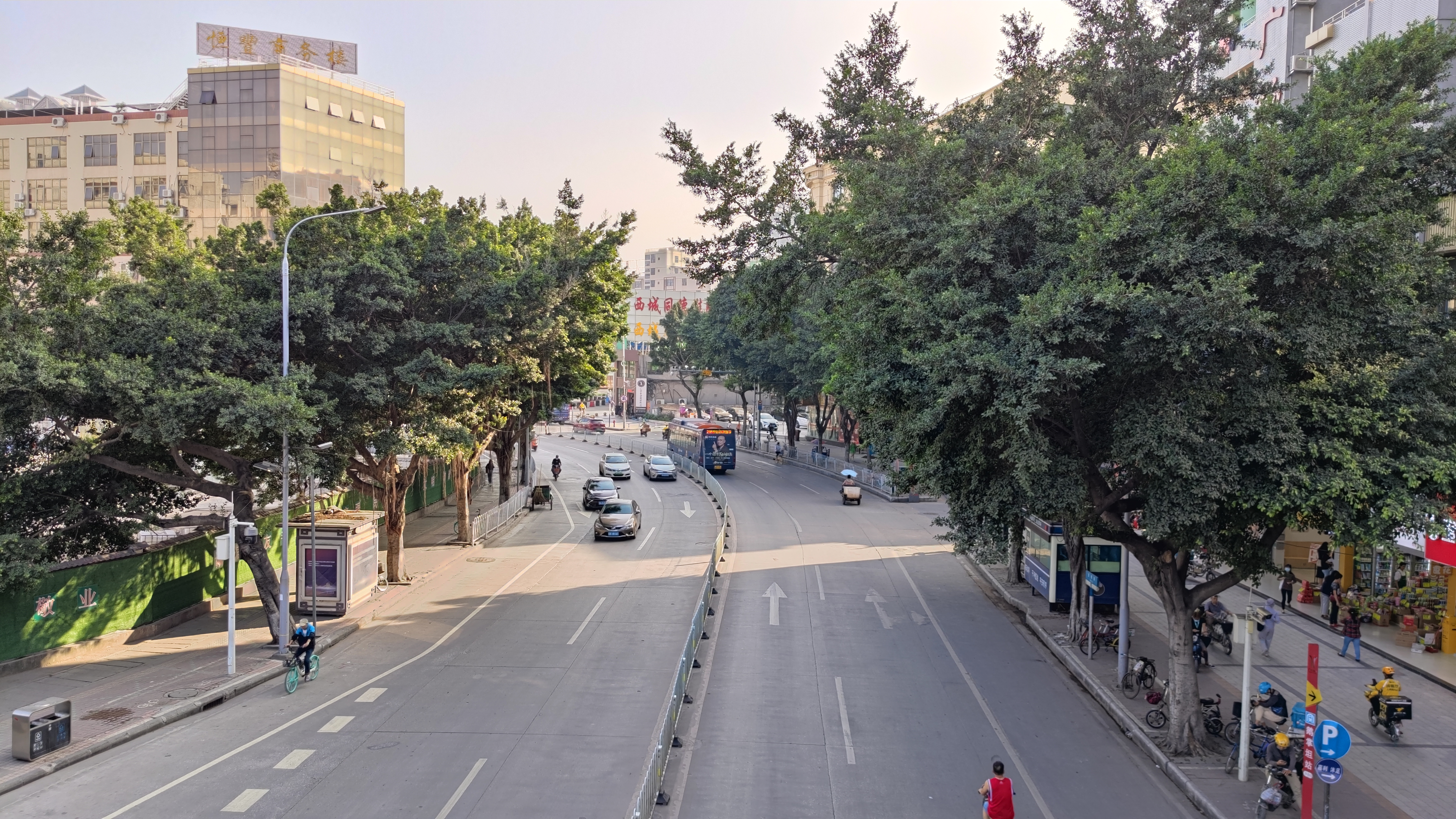
连接同德围与城区的西槎路

同德围位于中国广东省广州市西北角，面积3.59平方公里，因四周分别被石井河和珠江支流所包围，故名同德围。现居住30万居民，只有西湾路和西槎路贯穿南北，被视为一座围城。
历史上的同德围包括鹅掌坦、田心、粤溪、上步、横滘5个村落。20世纪初由于水路交通发达，许多广州周边城镇商人在此聚居。1990年广州市人民政府将同德围规划为大型的住房解困区，1996年因兴建地铁和内环路，数万老城区拆迁户被安置于此，1998年兴建教师新村，但交通、环境、治安、医疗、教育等方面均未能与市区接轨。其困境首先于2005年广州电视台的主打节目新闻日日睇报道，2007年底再次进入媒体的报道范围。
2010年1月19日上步桥作为同德围西槎路跨越北环高速的唯一桥梁，自从前日桥墩被撞坏后全面封闭禁行，21条公交线路被截断，机动车无法通行，同德围10万居民出行严重受阻，中断了26日后上步桥恢复通车。
2012年1月21日连接西槎路、增槎路的同康路顺利实现春节前通车，备受关注的同德围地区交通环境可大为改善。2014年12月28日开通南北高架，以解决同德围只有增槎路、上步桥路段唯一陆路出入瓶颈所导致的交通堵塞问题。
广州地铁8号线已于2020年11月26日延伸并南北穿越整个同德围地区并设有多个车站，也有望解决当地居民进出的交通问题。